# Баклан берингійський
Баклан берингійський (Phalacrocorax pelagicus) — вид сулоподібних птахів родини бакланових (Phalacrocoracidae).

## Поширення
Вид поширений на півночі Тихого океану. Гніздиться вздовж морського узбережжя Каліфорнійського півострова (Мексика), західних штатів США, Канади, Аляски, материкової Росії, Алеутських і Курильських островів та Японії. Бродячі птахи спостерігалися в Китаї, Кореї, Тайвані і на Гаваях.